# Ehlbeck (Lopau)
Die Ehlbeck ist ein Fluss oder Heidebach in der Lüneburger Heide in Nordost-Niedersachsen. Es handelt sich um einen linken Nebenfluss der Lopau.

## Verlauf
Die Ehlbeck entspringt am nördlichen Rand des Truppenübungsplatzes Munster-Nord, im Waldgebiet Uhlenbusch westlich des Rehrhofs. Im Quellgebiet liegen aus dem Mittelalter stammende, inzwischen weitgehend verlandete Fischteiche, von wo aus sie das Dorf Ehlbeck durchfließt, dem sie den Namen gegeben hat. Rehrhof und Ehlbeck sind Ortsteile von Rehlingen (Landkreis Lüneburg). Die Ehlbeck mündet bei Bockum (Gemeinde Rehlingen) linksseitig in die Lopau, die nach einem weiteren Verlauf von ca. sieben Kilometern in die Luhe mündet. Mit einer Gesamtlänge von 8,9 Kilometern ist die Ehlbeck der wichtigste Nebenbach der Lopau, deren Wasserführung sie an der Einmündung verdoppelt. Ihr oberirdisches Einzugsgebiet von knapp 35 Quadratkilometern übertrifft das der Lopau am Mündungspunkt geringfügig.

## Befahrungsregeln
Wegen intensiver Nutzung der Luhe durch Freizeitsport und Kanuverleiher erließ der Landkreis Harburg 2002 eine Verordnung unter anderem für die Luhe, ihre Nebengewässer und der zugehörigen Uferbereiche, die den Lebensraum von Pflanzen und Tieren schützen soll. Seitdem ist das Befahren und Betreten der Ehlbeck ganzjährig verboten.

## Geologie und Wasserqualität
Das Quellgebiet der noch weitgehend naturbelassenen Ehlbeck liegt in einem System von Trockentälern mit anmoorigen Sohlen, das in einen sandig-kiesigen Endmoränenrücken der Hohen Heide, des Haupthöhenzugs der Lüneburger Heide, eingesenkt ist. Das Wasser des Oberlaufs ist durch Huminsäuren aus dem Moorboden bräunlich gefärbt und weist einen pH-Wert von nur 4,7 auf. Die Wasserqualität ist in diesem Bereich als mäßig belastet qualifiziert. Unterhalb von Ehlbeck steigen Wasserqualität und Artenvielfalt bis zur Mündung in die Lopau deutlich an.

## Vorzeit
Das Einzugsgebiet der Ehlbeck ist seit der Jungsteinzeit besiedelt, wie Ausgrabungen von Hügelgräbern mit Funden von Feuersteindolchen belegen. Zu den Funden aus der Bronzezeit (1800–800 v. Chr.) gehören Bronzefibeln, Hals-, Arm- und Beinringe sowie Goldspiralen.